# Andrea Bræin Hovig
Andrea Bræin Hovig, född den 19 juli 1973 i Oslo, är en norsk skådespelare, författare och sångare. Hon teaterdebuterade 1994 som Borghild i Cora Sandels Kranes konditori på Det Norske Teatret, där hon anställdes efter avslutad teaterutbildning 1998. Här har hon spelat centrala roller som Agnes i Molières Hustruskolan, Ifigenia i Euripides Aulis, Julia i Romeo och Julia, Sanna i Lars Noréns Personkrets 3:1 och den unga kvinnan i Jon Fosses Ein sommars dag.
Efter musikalsuccén Chicago på Oslo Nye Teater 2002 har hon varit på Nationaltheatret i centrala roller som Franchette i Figaros bröllop, Sonja i Reisen til julestjernen och titelrollen i H. C. Andersens Näktergalen.
Hovig har haft huvudroller i tv-serien Seier, se deg ikke tilbake och spelfilmen Tyven, tyven (2002). Hon skivdebuterade 2003 med albumet Hjertetvinner. 2008 gav hon ut barnboken Ville Wilma. 2009 kom boken Viva la Ville Wilma och 2011 Ikke bare Ville Wilma.

## Filmografi, i urval
- 2002 – Tyven, tyven
- 2007 – Berlinerpopplarna (TV-serie)
- 2008 – De galnas hus
- 2009 – Bästa vänner
- 2012 – I Belong
- 2014 – Mammon (TV-serie)
- 2014 – I'm the One You Want
- 2016 – Allt det vackra
- 2018 – Presten (TV-serie)
- 2018 – En affære
- 2019 – Barn
- 2019 – Leva på hoppet
- 2020 – Aldrig vuxen (TV-serie)
- 2024 – Kärlek